# Protéine-L-isoaspartate(D-aspartate) O-méthyltransférase
La protéine-L-isoaspartate(D-aspartate) O-méthyltransférase, également appelée protéine L-isoaspartyl méthyltransférase (PIMT), est une méthyltransférase qui catalyse la réaction :
S-adénosyl-L-méthionine + résidu de L-isoaspartate  {\displaystyle \rightleftharpoons }  S-adénosyl-L-homocystéine + ester α-méthylé de résidu de L-isoaspartate.
Cette enzyme agit également sur les résidus de D-aspartate.  Elle est hautement conservée et présente chez pratiquement tous les eucaryotes, archées et bactéries à Gram négatif.
Le L-isoaspartate se forme spontanément comme dégradation non enzymatique des protéines et affecte les résidus d'aspartate et d'asparagine, provoquant un vieillissement naturel des peptides qui contiennent ces acides aminés.  La méthylation du L-isoaspartate a pour effet de provoquer rapidement une réaction intramoléculaire non enzymatique formant un succinimide qui s'hydrolyse spontanément en formant un résidu de L-aspartate « réparé », ou en reformant un résidu de L-isoaspartate, dans un ratio 1:2 ;  l'isoaspartate ainsi reformé peut à nouveau être traité par la PIMT pour convertir progressivement tous les résidus d'isoaspartate en résidus d'aspartate.
Cette fonction de réparation des protéines endommagées par le vieillissement des résidus d'aspartate et d'asparagine a pu être confirmée par des expériences inactivant la PIMT à l'aide d'inhibiteurs spécifiques, tels que l'adénosine 2',3'-dialdéhyde (inhibiteur des méthyltransférases) ; la SAH est également un inhibiteur non compétitif de la PIMT : lorsque cette dernière est inactivée, le taux de protéines affectées par des résidus d'isoaspartate augmente dans les cellules.